# Lai Châu (stad)
Lai Châu är en stad i nordvästra Vietnam, och är huvudstad i en provins med samma namn. Folkmängden i centralorten uppgick till cirka 35 000 invånare vid folkräkningen 2019.